# Шта је собар видео
Шта је собар видео је позоришна представа коју је режирао Срђан Ј. Карановић, према тексту Џоа Ортона. Премијерно је приказана 19. априла 2021. у позоришту ДАДОВ.

## Радња
Главни догађај у овој урнебесној комедији је покушај угледног психијатра да прикрије своју прељубу користећи се лажима, притом уплићући себе и остале актере у све већи хаос, да би на крају био приморан да ипак каже истину не би ли спасао не само своју каријеру или брак већ и доказао сопствену урачунљивост. Комад је пун хистерије, нервозе, неуравнотежености, фрустрираности, угушених и притајених страсти.
Ова комедија састављена је од низа конфузних ситуација, замена идентитета, травестије уцена, претњи, сексуалних и психолошких игрица обогаћених досеткама на тему хомосексуализма, нимфоманије, инцеста и грађанског морала у Великој Британији. Оно што је заједничко свим ликовима јесте заправо прикривено незадовољство собом и својим животом и потреба да се нешто промени, праћена свешћу о томе колико су мале шансе да се у томе успе.

## Улоге
| Лице | Глумац                  |
| ---- | ----------------------- |
|      | Душан Матејић           |
|      | Ивана Дудић             |
|      | Анита Стојадиновић      |
|      | Јелисавета Кораксић     |
|      | Стефан Радоњић          |
|      | Бранкица Себастијановић |
|      | Богдан Богдановић       |